# Englandsstenene
Englandsstenene er en gruppe på omkring 30 runesten i Skandinavien, der omtaler vikingernes rejser til England. De er en af de største grupper af runesten, der omtaler rejser til andre lande, og i antal er de eneste sammenlignelige grupper Grækenlandsstenene (omkring 30) og Ingvarstenene (26), som beskriver ekspeditioner til området omkring det Kaspiske Hav. De er skrevet på norrønt med det yngre futhark.
Angelsaksiske konger betalte store summer, danegæld, til de skandinaviske vikinger, der kom til England i 990'erne og i de første årtier af 1000-tallet. Nogle af runestenene beskriver denne danegæld, som Yttergärde-stenen, U 344, der fortæller om Ulf af Borresta der modtog danegæld tre gange, hvor den sidste blev betalt af Knud den Store. Knud hjemsendte størstedelen af de vikinger, som havde hjulpet med at erobre England, men beholdt en stærk hird, tingalidet, og dets medlemmer nævnes på flere runesten.
Størstedelen af runestenene, 27 stk, blev rejst i det moderne Sverige, og 17 i de svenske områder omkring Mälaren. Der er ingen Englandssten i Danmark, men der findes en runesten i Skåne, som nævner London. Der er også runesten i Norge og en svensk i  Slesvig, Tyskland.